# أل مورغان
أل مورغان (بالإنجليزية: Al Morgan)‏ هو عازف جاز أمريكي، ولد في 19 أغسطس 1908 في نيو أورلينز في الولايات المتحدة، وتوفي في 14 أبريل 1974 في لوس أنجلوس في الولايات المتحدة.

## وصلات خارجية
- أل مورغان على موقع ميوزك برينز (الإنجليزية)
- أل مورغان على موقع أول ميوزيك (الإنجليزية)
- أل مورغان على موقع ديسكوغز (الإنجليزية)